# Taner Kılıç
Taner Kılıç   (1969) és un advocat turc i és el cap de la secció d'Amnistia Internacional a Turquia.
Kılıç es va graduar el 1991 a l'escola de dret de la Universitat de Dokuz. Des de 1993 ha treballat com a advocat a la ciutat turca d'Esmirna. Kılıç és membre de la Junta Directiva turca d'Amnistia Internacional, secció de la qual és cofundador. Des del 2014 n'és el seu president.
També es va exercir des del 2008 fins al 2014 com a president de l'organització no governamental, fundada el 2007, Mültecilerle Dayanisma Derneği (Associació per a la Solidaritat amb els Refugiats) a Esmirna.
El 6 de juny 2017 va ser detingut a Esmirna amb 22 altres advocats i en presó preventiva. Se l'acusa de tenir vincles amb el moviment Gülen, que es culpa com a presumpta organització terrorista per l'intent de cop d'estat de l'any 2016 a Turquia. El 5 de juliol de 2017, İdil Eser, Peter Steudtner i vuit activistes de drets humans més van ser arrestats a Büyükada. Les autoritats turques van combinar el judici dels altres deu activistes dels drets humans que van ser arrestats amb el judici de Kılıç.